# 洗礼者聖ヨハネの祭壇画
『洗礼者聖ヨハネの祭壇画』（せんれいしゃせいヨハネのさいだんが、蘭: Johannestriptiek、独: Johannesaltar、英: St John Altarpiece）は、初期フランドル派の画家ロヒール・ファン・デル・ウェイデンが1455年頃に制作した絵画である。油彩。この祭壇画は象徴的なモチーフ、形式、意図において初期の『ミラフロレスの祭壇画』（Miraflorestriptiek）と密接に結びついている。洗礼者聖ヨハネの生涯を主題としている。現在はベルリンの絵画館に所蔵されている。
ほぼ同じサイズのバージョンがフランクフルトのシュテーデル美術館に現存しており、帰属と信憑性の確立を複雑にしている。オリジナルと見なされているのは絵画館のバージョンであり、シュテーデル美術館のバージョンはほぼ同時代の複製と見なされている。

## 作品
本作品はファン・デル・ウェイデンの他の祭壇画よりも小さく、おそらく主祭壇以外の祭壇かあるいは個人的な礼拝のために制作された。額縁は一緒に設置されており、内側に折り畳むことはできない。したがって、これは三連祭壇画ではなく、目的に合わせてデザインされた祭壇画である。各板絵は左から順に「聖ヨハネの誕生」、ヨルダン川での「キリストの洗礼」、「聖ヨハネの斬首」が描かれており、最後の板絵ではサロメが肉体を失った聖ヨハネの首を皿に乗せて受け取っている。全体的なテーマは聖体の秘跡であり、各板絵は特定の典礼儀式に関連づけることができる。各板絵の場面は十二使徒の小像およびイエス・キリストと聖ヨハネの生涯の場面が浮き彫りされたアーキヴォールト内に設定されている。アーキヴォールトの6つの場面のうち「聖母の結婚」、「受胎告知」、「キリストの誕生」を含む、聖母の生涯の詳細な4つの場面が描かれている。レリーフ彫刻はグリザイユで描かれており、場面が教会内に設定されている印象を与える。

### 各板絵

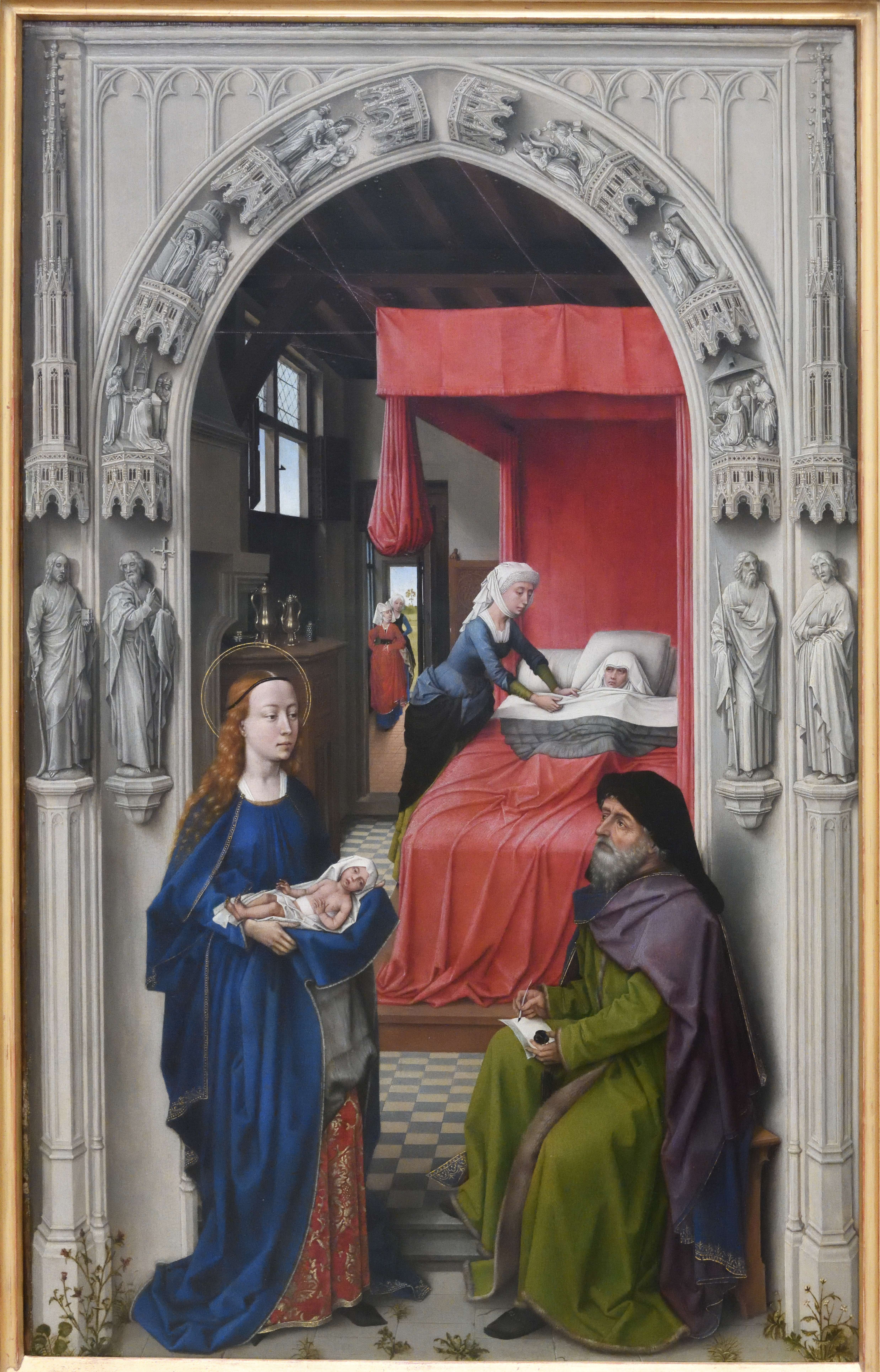
「聖ヨハネの誕生」。

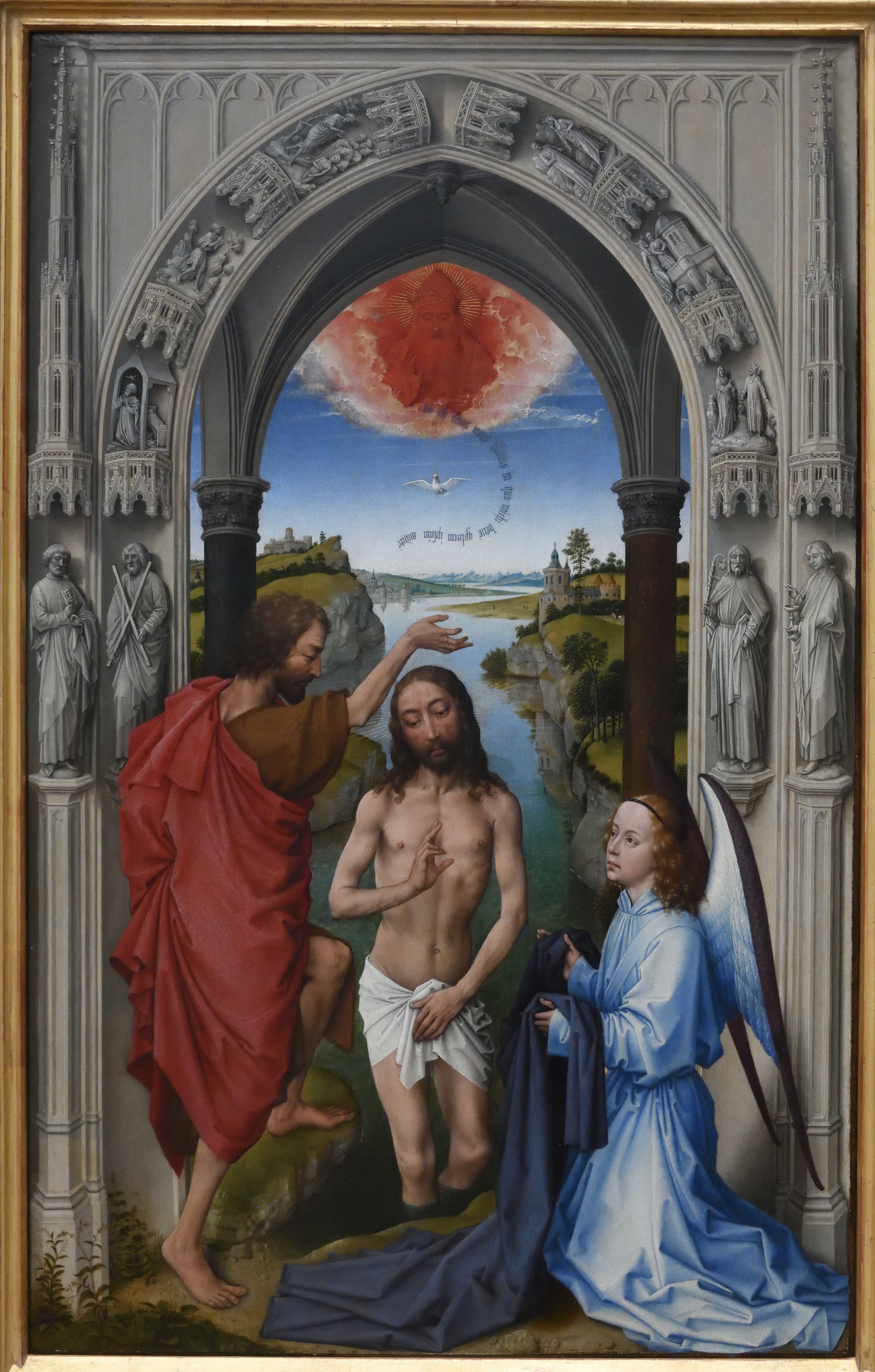
「キリストの洗礼」。

#### 「聖ヨハネの誕生」
『新約聖書』「ルカによる福音書」1章12節-17節によると、主の御使いがザカリヤのもとに現れて、彼の妻が息子を産むのでヨハネと名付けるよう命じ、この息子が主に先駆けて偉大な者となるであろうと告げた。ザカリヤは自分たちが老いた夫婦であるため、御使いの言葉を信じることができず、その言葉が真実である徴を求めた。すると御使いは彼に応じて、自分が神から遣わされたガブリエルであり、ゼカリヤは疑いのため唖になり、「預言されたことが起きる日まで話すことができない」と述べた。このエピソードはアーキヴォールトのレリーフで言及されている。
ザカリヤは画面の中央部分に登場し、画面右前景でペンと巻物を持って座っている。画面左前景では聖母マリアがザカリヤに彼の息子を差し出している。ファン・デル・ウェイデンは聖母を登場させることで、福音書の記述から逸脱しているが、その代わりに聖母が幼児ヨハネをザカリヤに差し出すという『黄金伝説』と外典のバージョンに言及している。美術史家エルヴィン・パノフスキーはファン・デル・ウェイデンがおそらくフィレンツェのサン・ジョヴァンニ洗礼堂にある彫刻家アンドレア・ピサーノのレリーフ「聖ヨハネの命名」（Imposizione del nome a San Giovanni）に影響を受けたことを示唆している。この作品はペンと巻物を持って座っているザカリヤに幼児の聖ヨハネを差し出すという同様の場面を描いている。
各板絵はファン・デル・ウェイデンの特徴である典型的な調和と統一性を表している。 特に各登場人物がたがいに響き合う様子が顕著である。これは「聖ヨハネの誕生」と「聖ヨハネの斬首」の女性像で最も明白であり、両板絵の聖母とサロメは同じ空間を占有して立っているだけでなく、その身振りも似ている。

#### 「キリストの洗礼」
中央パネルでは聖ヨハネは赤いローブをまとった姿で描かれている。画面上の空では神の出現が赤い色合いで示されている。また神が出現した場所からラテン文字が発せられ、飛翔する鳩を取り囲んでいる。
キリストは膝のすぐ下まで水が流れる小川の中におり、鑑賞者に対して完全に正面に立っている。画面左では洗礼者ヨハネがキリストの頭上に手を上げて彼を祝福している。父なる神は雲から立ち昇る姿で示されている。神はキリストの洗礼を祝福するために鳩を送っている。美術史家バーバラ・レイン（Barbara Lane）の言葉では、この鳩には「これはわたしの愛する子であり、わたしの心に適う者です。彼に聞きなさい」と書かれた「マタイによる福音書」17章5節から引用した「優雅にカーブした碑文」が添えられている。伝統的に洗礼はキリストが神の子であることが初めて示され、キリストの神性が初めて世界に明かされる場所であり、ここでは鳩の支配的な立場と神の言葉によって象徴されている。

#### 「聖ヨハネの斬首」

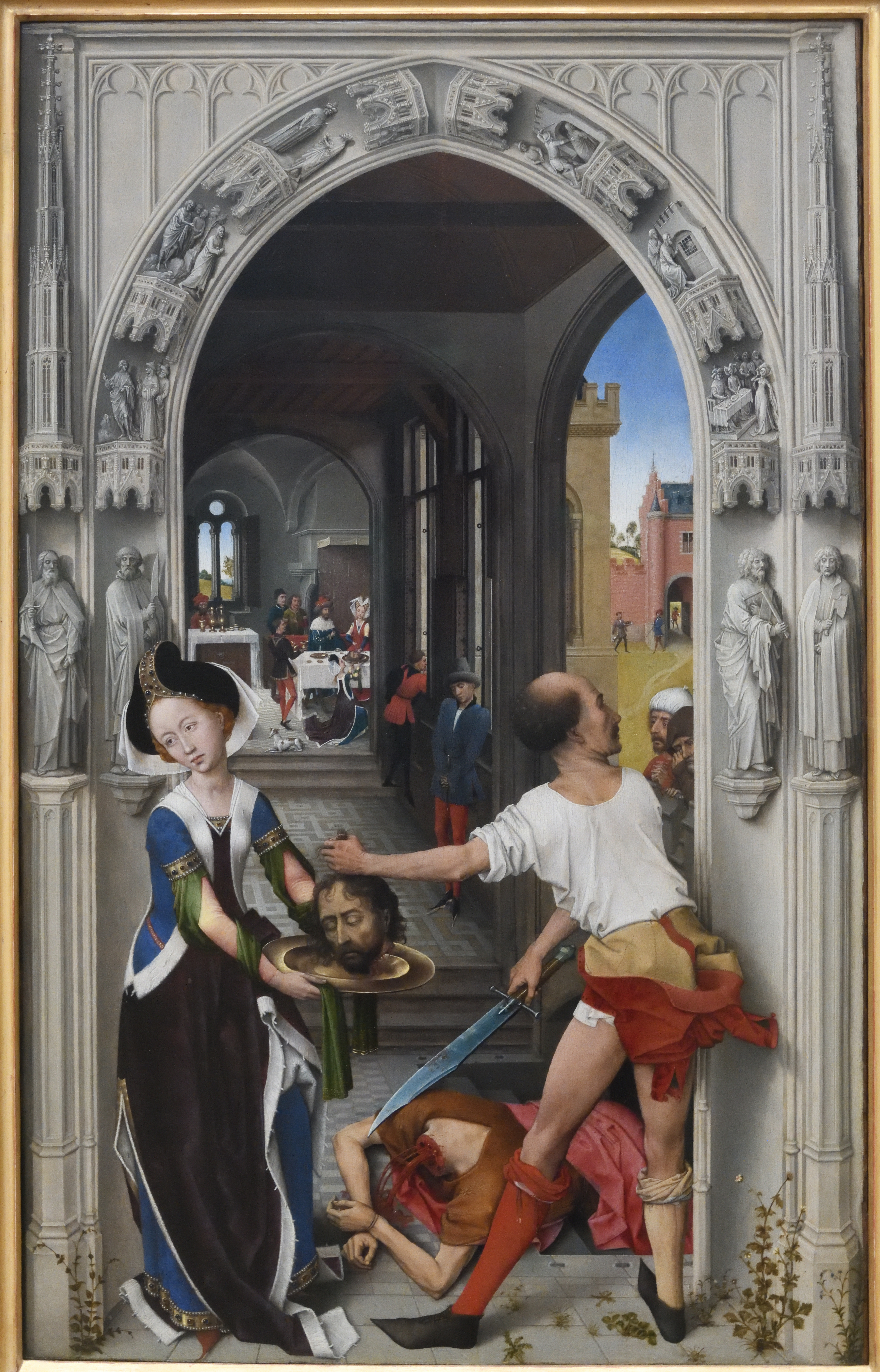
「ヨハネの斬首」。

右側の板絵は珍しく劇的であり、福音書の記述から逸脱している。場面は牢獄の代わりに宮殿の内装の中に設定されて描かれている。ほとんどの描写では、サロメは空の大皿を持っているが、ここでは聖ヨハネの首が金製の大皿の上に置かれている。聖ヨハネのぐったりした身体は首から血を流して階段に横たわっており、処刑人はいまなお手に剣を握り、大皿を持ったサロメに首を手渡している。レインによれば、サロメは「遠慮がちに目を背けている」が、屋外を見るために右側に顔を向けている処刑人も同様に目を背けている。背景では、ヘロデの饗宴が催され、サロメが母親であるユダヤ王女ヘロデヤに首を差し出す様子が描かれている。
サロメは、狭い肩、細い体つき、一般的な理想化された顔といった、後期ゴシックの理想美で描かれている。彼女は白い裏地と緑色の内袖が付いた青いドレスと頭飾りを身に着けている。
聖ヨハネの首が「聖なる祭壇で私たちを養うキリストの身体を表している」という点で、ファン・デル・ウェイデンは板絵の中で聖体拝領について言及している。レインは「サロメの大皿は･･･どうやらミサの犠牲の際に聖体が置かれる場所である、金色の聖体皿と一致している」と書いている。美術史家ヴィクトリア・リード（Victoria Reed）もレインの分析に同意し、ヨハネの首が聖体の象徴となっており、「それを受け取ることによって、サロメは聖体拝領者であるキリスト教徒の役を演じている」と特筆している。彼女は大皿が聖体皿のようであり、その一方でサロメのドレスの袖が「聖体を運ぶための典礼用の衣類を思い出させる」と観察している。

## 帰属

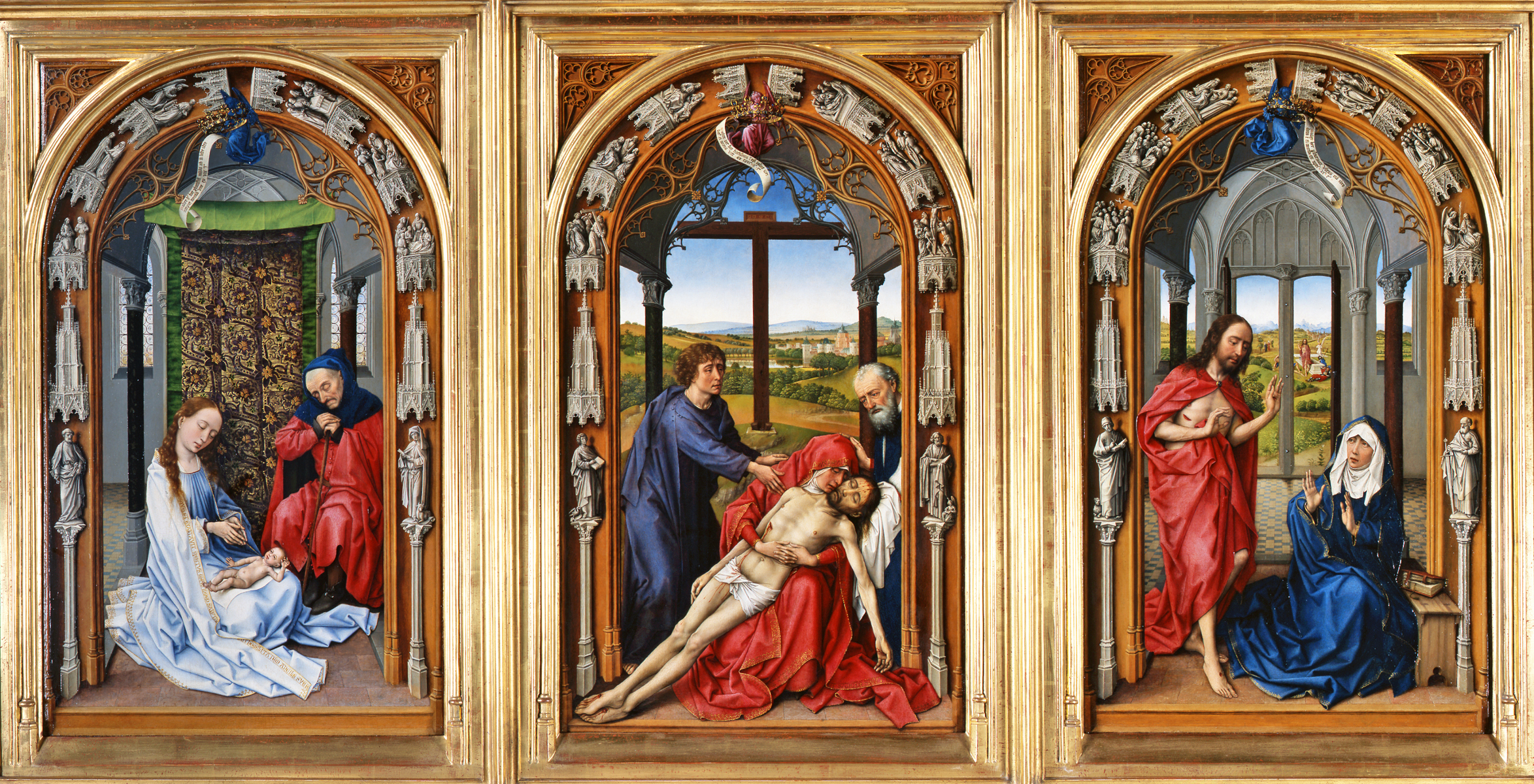
ロヒール・ファン・デル・ウェイデンの『ミラフロレスの祭壇画』。同じく絵画館所蔵。

パノフスキーは左側の板絵がアンドレア・ピサーノのレリーフと類似していることに基づいて、祭壇画の制作年代を1450年以降としている。ファン・デル・ウェイデンはイタリアを旅行した際に同作品を見た可能性がある。年輪年代学による調査では、板絵を形成する木材は1454年頃には使用できる状態であったとされている。ほとんどの美術史家は本作品がファン・デル・ウェイデンの『ミラフロレスの祭壇画』と密接に関連していると見なしている。パノフスキーは様式と品質において「ほとんど区別がつかない」と述べている。後にシャーリー・ニールセン・ブルームは「二つの祭壇画はそれらが敬虔な性格を持つ作品であるのと同じくらい形式的に瓜二つです･･･それらがもともと同じ場所から来た可能性をより詳しく調べる必要があります」と書いている。ヴィクトリア・リードは両作品の類似点が非常に顕著であるため、どちらもミラフロレス修道院で設置されることを意図していた可能性が非常に高いと考えている。

## 来歴
本作品はピサの商人バッティスタ・アニェッリ（Battista Agnelli）からブルッヘの聖ヤコブ教会のために発注された。その一方でスペインの寄進者によって発注されたものであるとも考えられており、セビーリャのカルトジオ会サンタ・マリア・デ・ラス・クエバス修道院にあると説明されていた作品と同一のものであるという有力な証拠がある。ホセ・マルティン・リンコン（José Martín Rincón）は1744年に聖ヨハネの誕生と斬首の場面を両側に並べた、キリストの洗礼を描いた「運搬できる小礼拝堂」について書いている。ただし制作者をアルブレヒト・デューラーとしている。1778年には、スペインの歴史家アントニオ・ポンツが同じ祭壇画について言及しており、「各場面が2つの付柱と1つのアーチの内側に含まれている」ことを特筆している。
祭壇画はその後解体され、最初の2点の板絵「聖ヨハネの誕生」と「キリストの洗礼」は1816年にロンドンに運ばれたのち、1842年に美術商C・J・ニーウェンホイス（C. J. Nieuwenhuys）を介してハーグのウィレム2世によって購入された。さらに1850年にベルリンの美術館向けに催された王室コレクションの競売で購入された。「ヨハネの斬首」は1849年5月19日にクリスティーズで競売にかけられた直後に、ベルリン美術館によって取得された。

## ギャラリー
関連作品

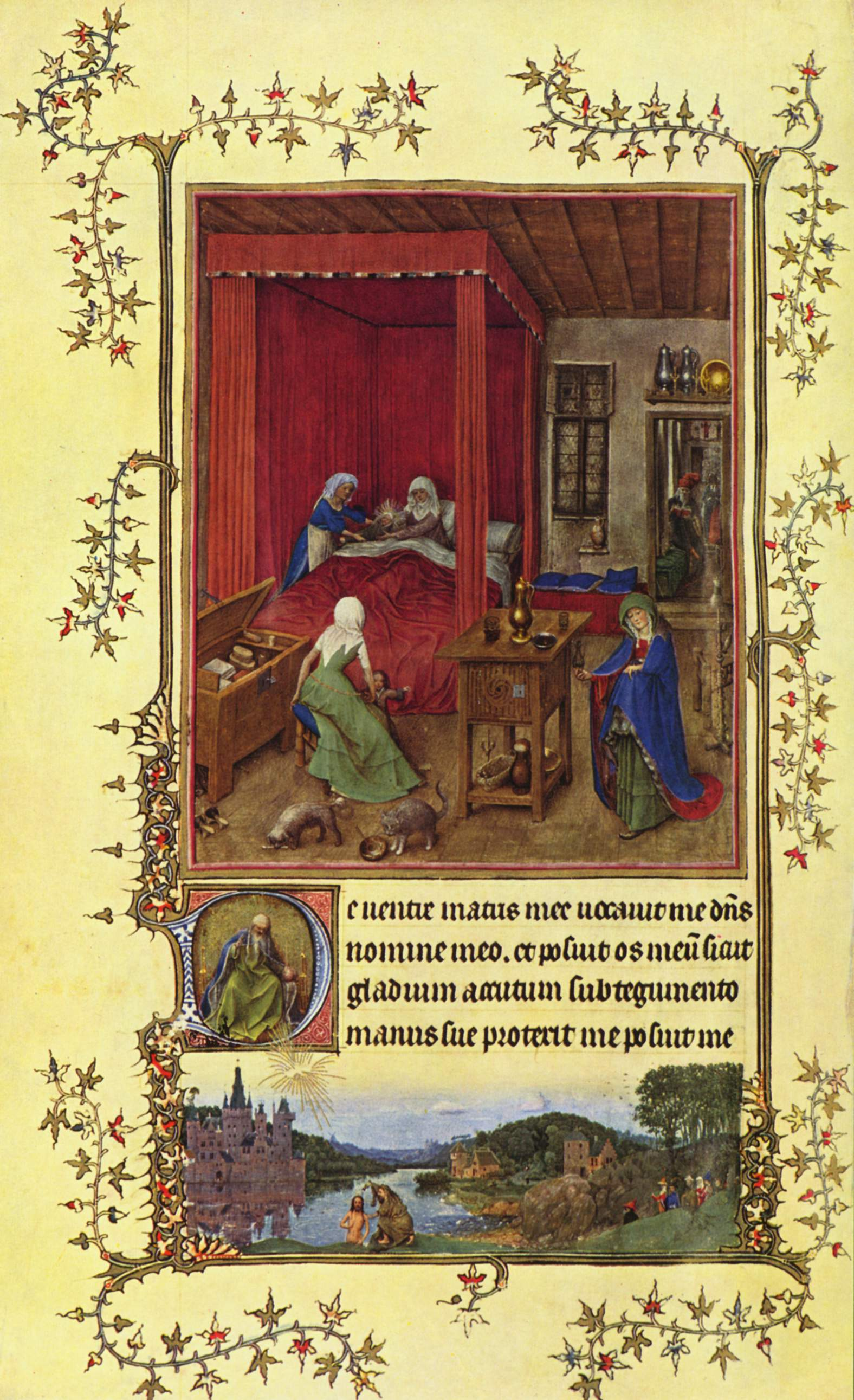
おそらくヤン・ファン・エイク・フーベルト・ファン・エイク『トリノ＝ミラノ時祷書』の「洗礼者聖ヨハネの誕生」1420年頃
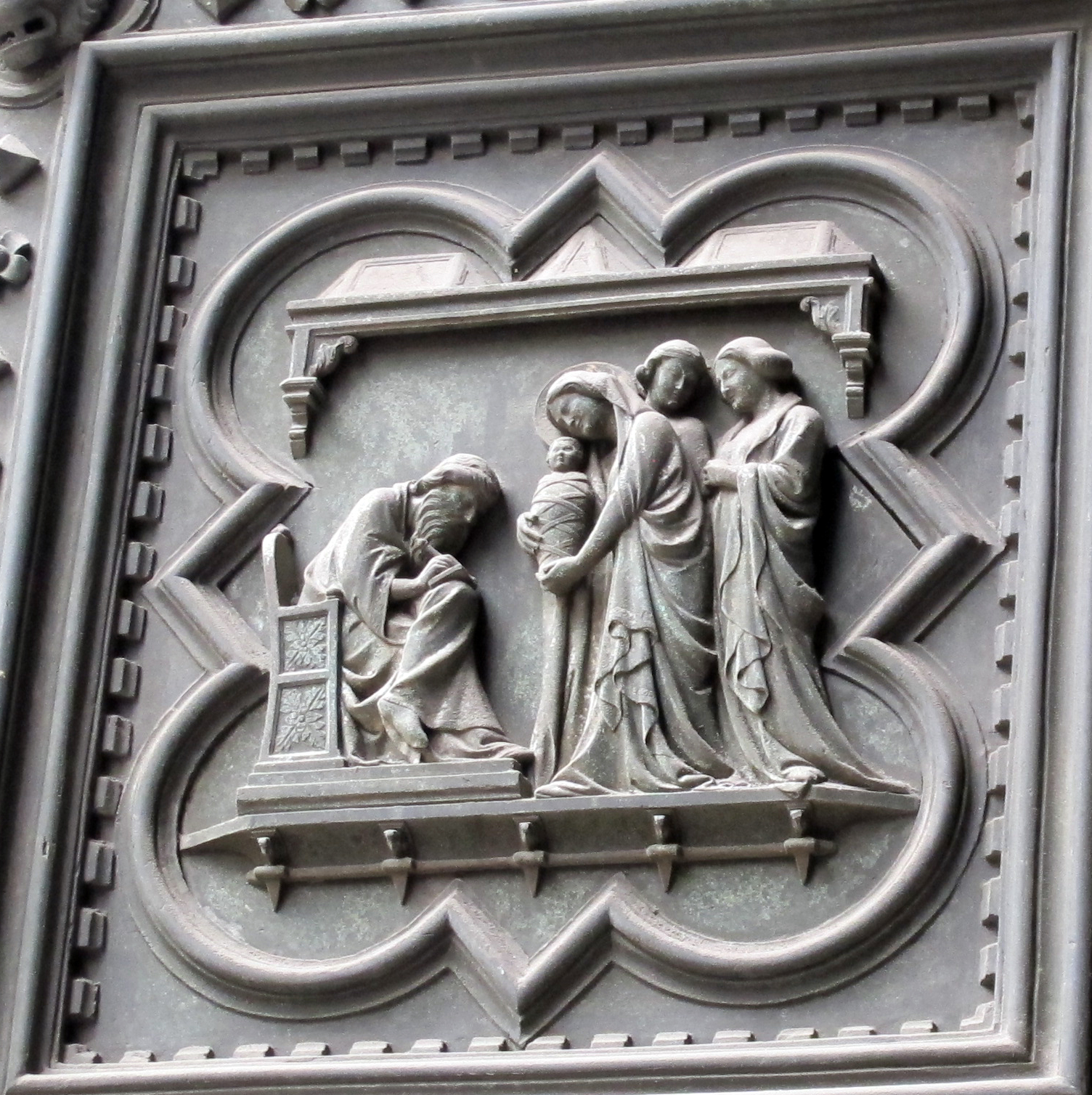
アンドレア・ピサーノ「聖ヨハネの命名」1336年 サン・ジョヴァンニ洗礼堂
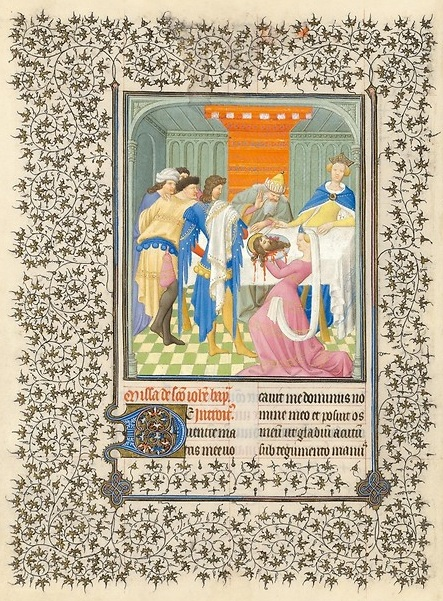
リンブルク兄弟『ベリー公の美わしき時祷書』の「ヘロデ王の饗宴で洗礼者聖ヨハネの首を差し出すサロメ」1405年–1408/09年 メトロポリタン美術館所蔵
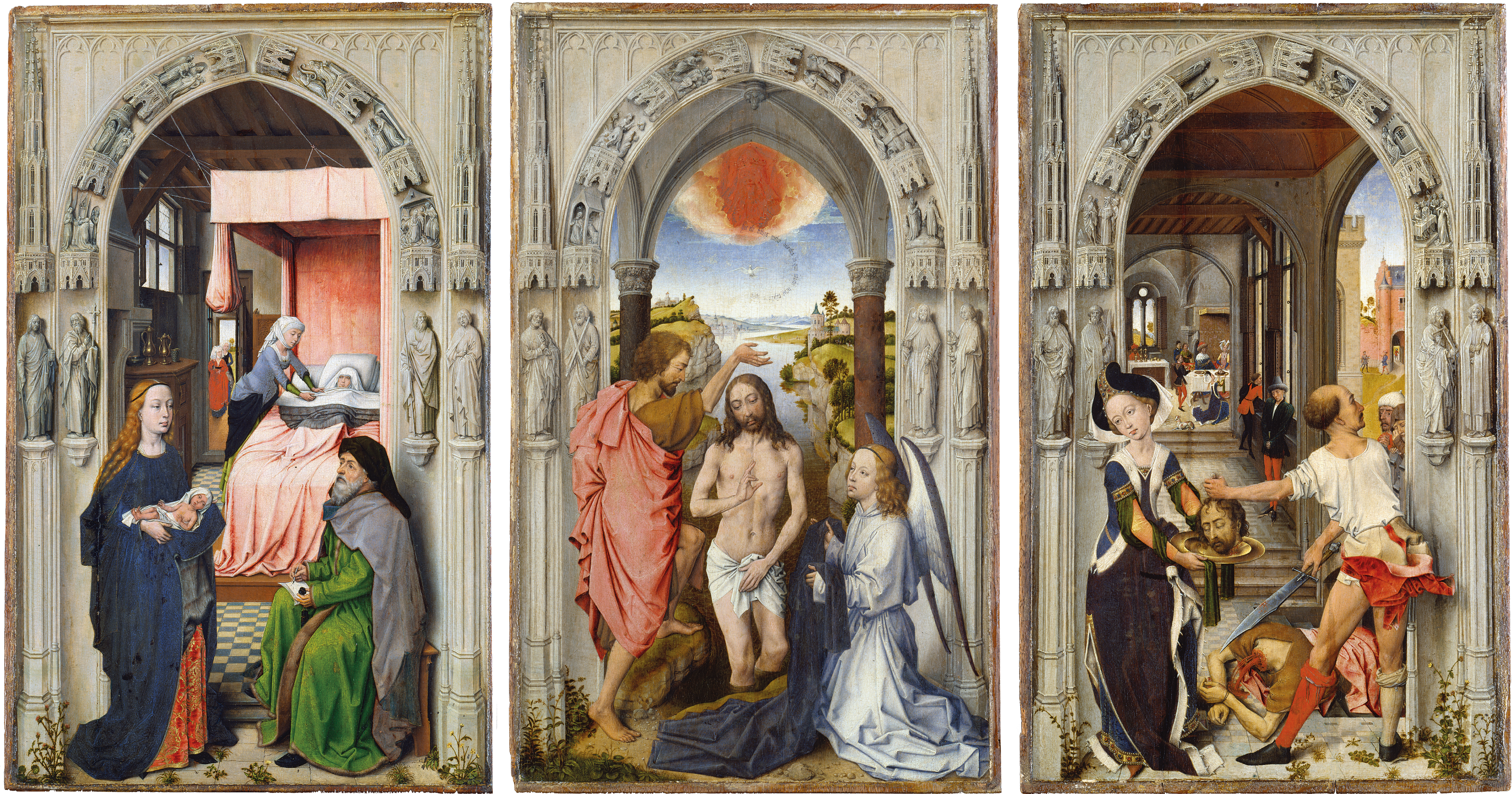
シュテーデル美術館のバージョン

ディテール

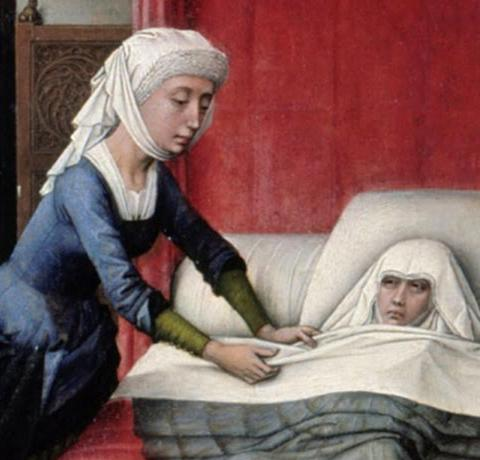
「聖ヨハネの誕生」の細部。母である聖エリサベトは介抱されている
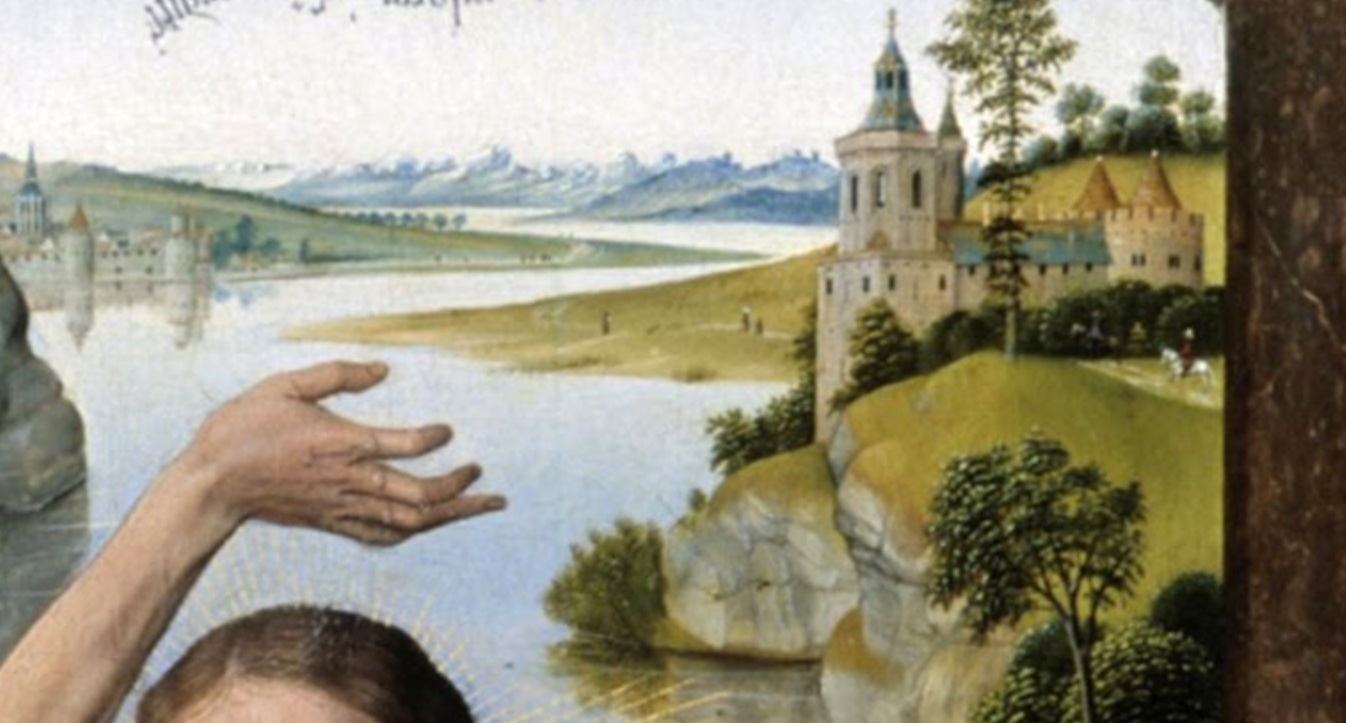
「キリストの洗礼」の風景を流れるヨルダン川
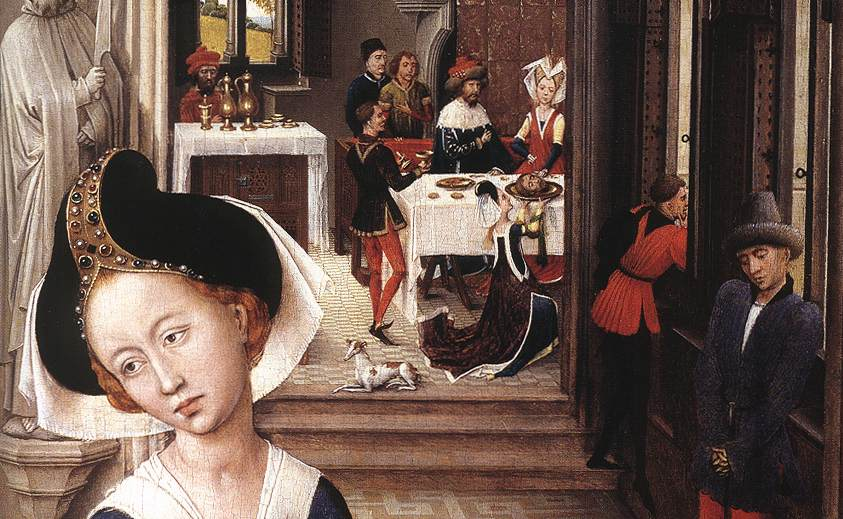
「ヨハネの斬首」の遠景では、サロメが聖ヨハネの首を差し出している